# The Outlaw Trail
The Outlaw Trail: A journey through time è un libro scritto da Robert Redford e pubblicato nel 1978 dall'editore Grosset & Dunlap di New York.
Il libro è il resoconto del viaggio fatto dall'attore lungo il percorso dei fuorilegge, tra cui il famoso Butch Cassidy. Il libro contiene colloqui con anziani ranchers, che sono stati testimoni di quell'epoca, e numerose fotografie.